# Begonia capensis
Espèce
Synonymes
- Begonia diptera Dryand.[1]
- Begonia humilis Ker Gawl.[1]
- Begonia tuberosa Lam.[1]
- Diploclinium tuberosum Miq.[1]

Begonia capensis est une espèce de plantes de la famille des Begoniaceae. Ce bégonia est originaire du Brésil. L'espèce a été décrite en 1782 par Carl von Linné le Jeune (1741-1783). L'épithète spécifique capensis signifie « du Cap ».

## Description

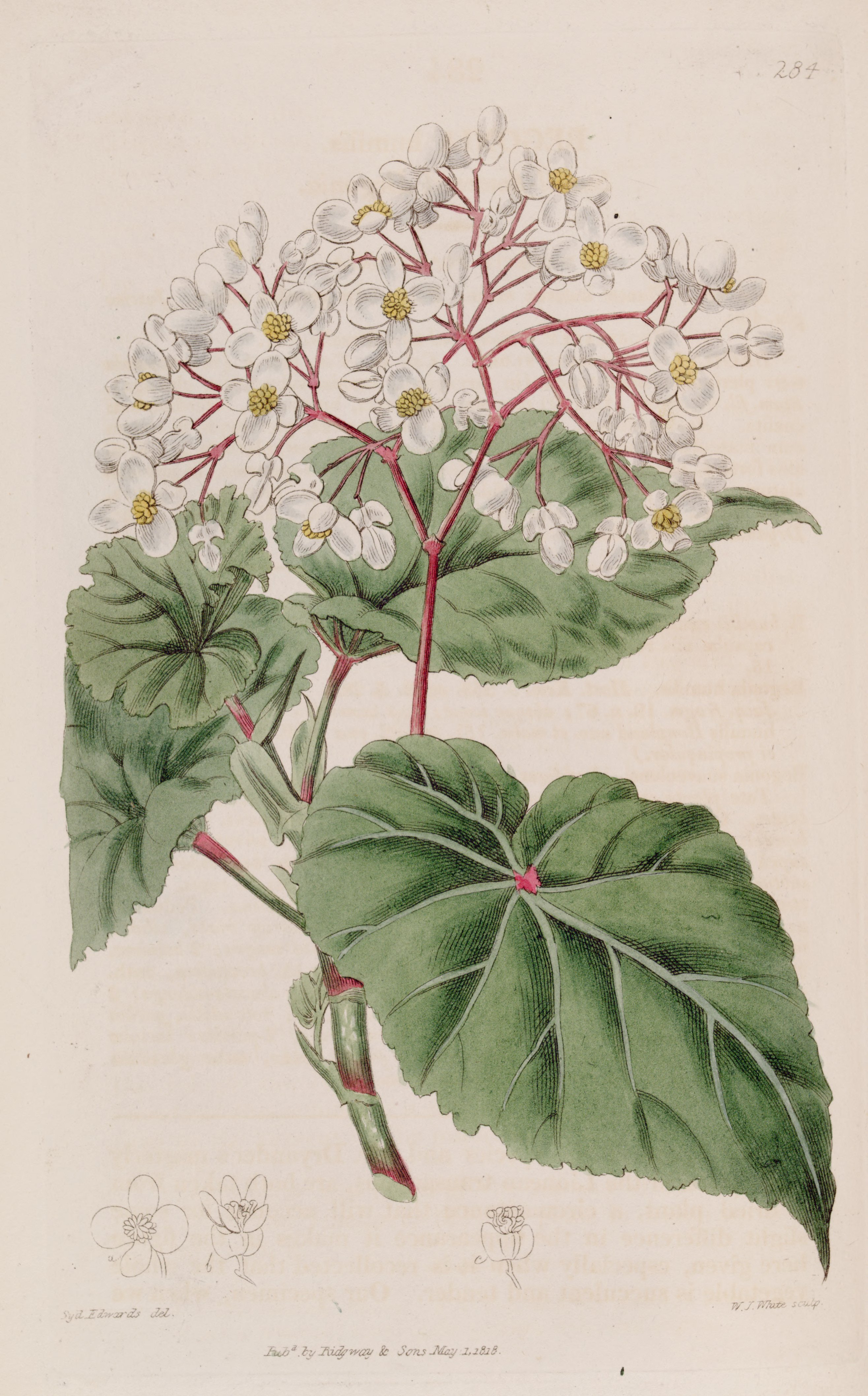
Planche botanique de 1818
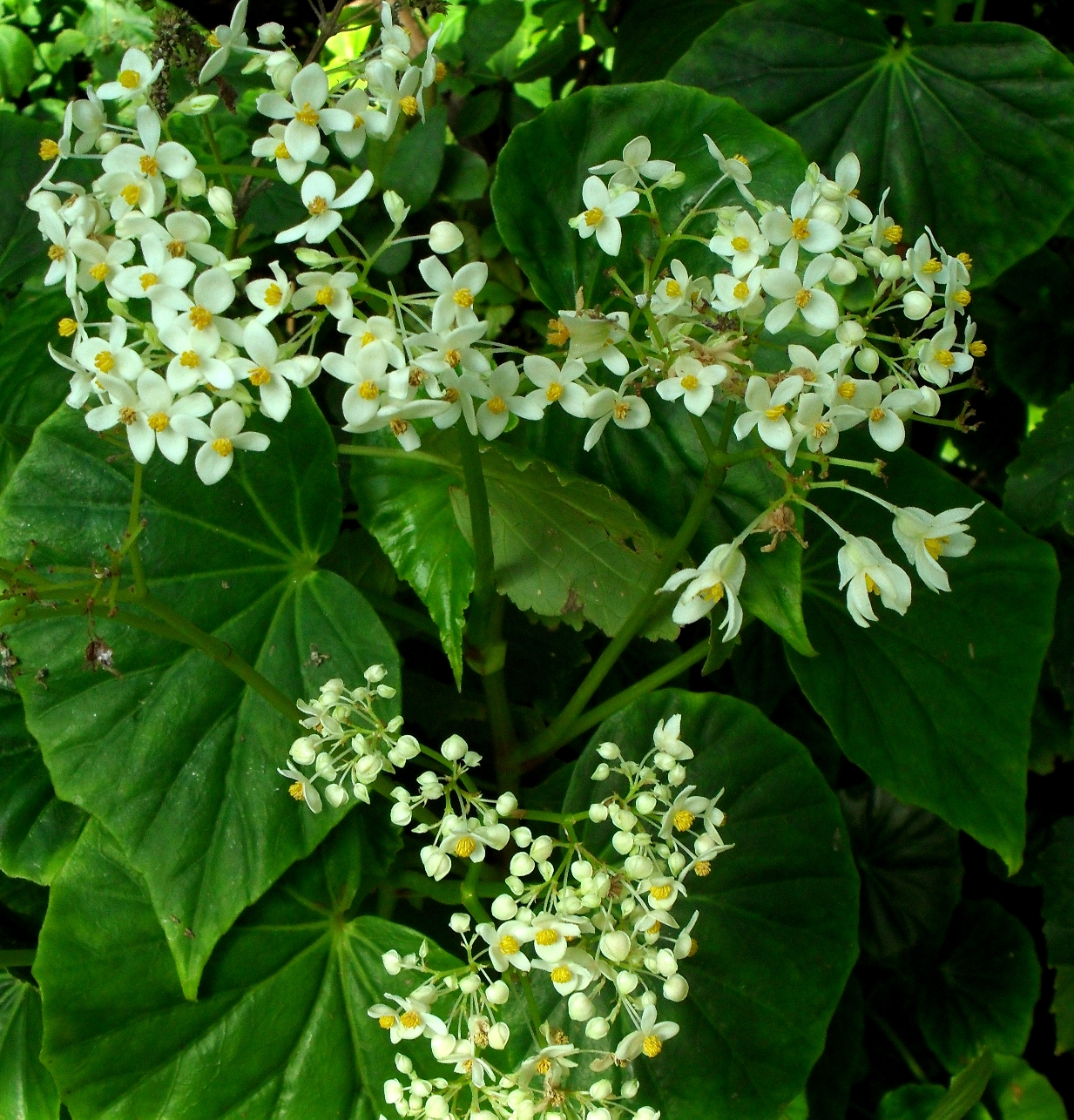
Vue d'ensemble
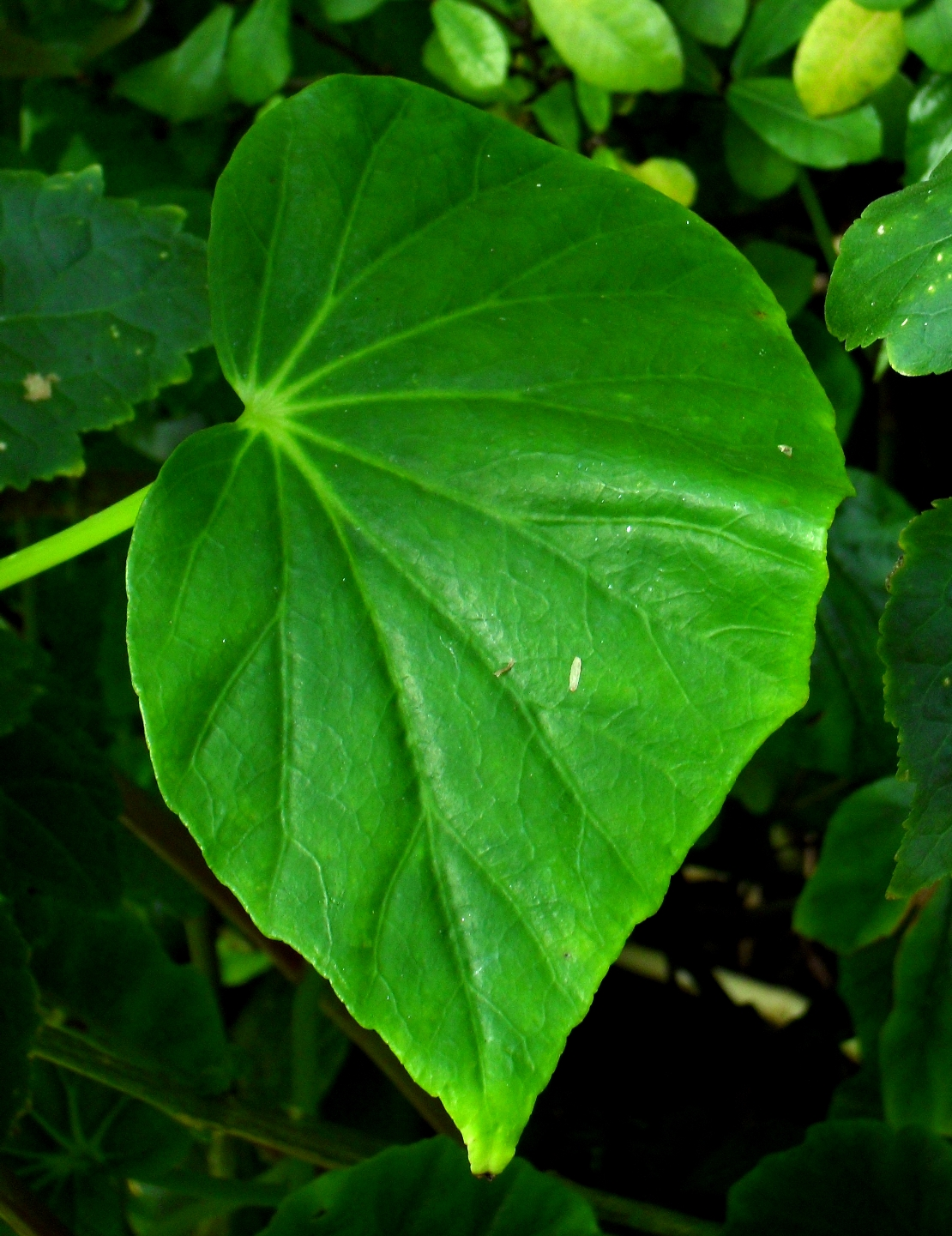
Feuille
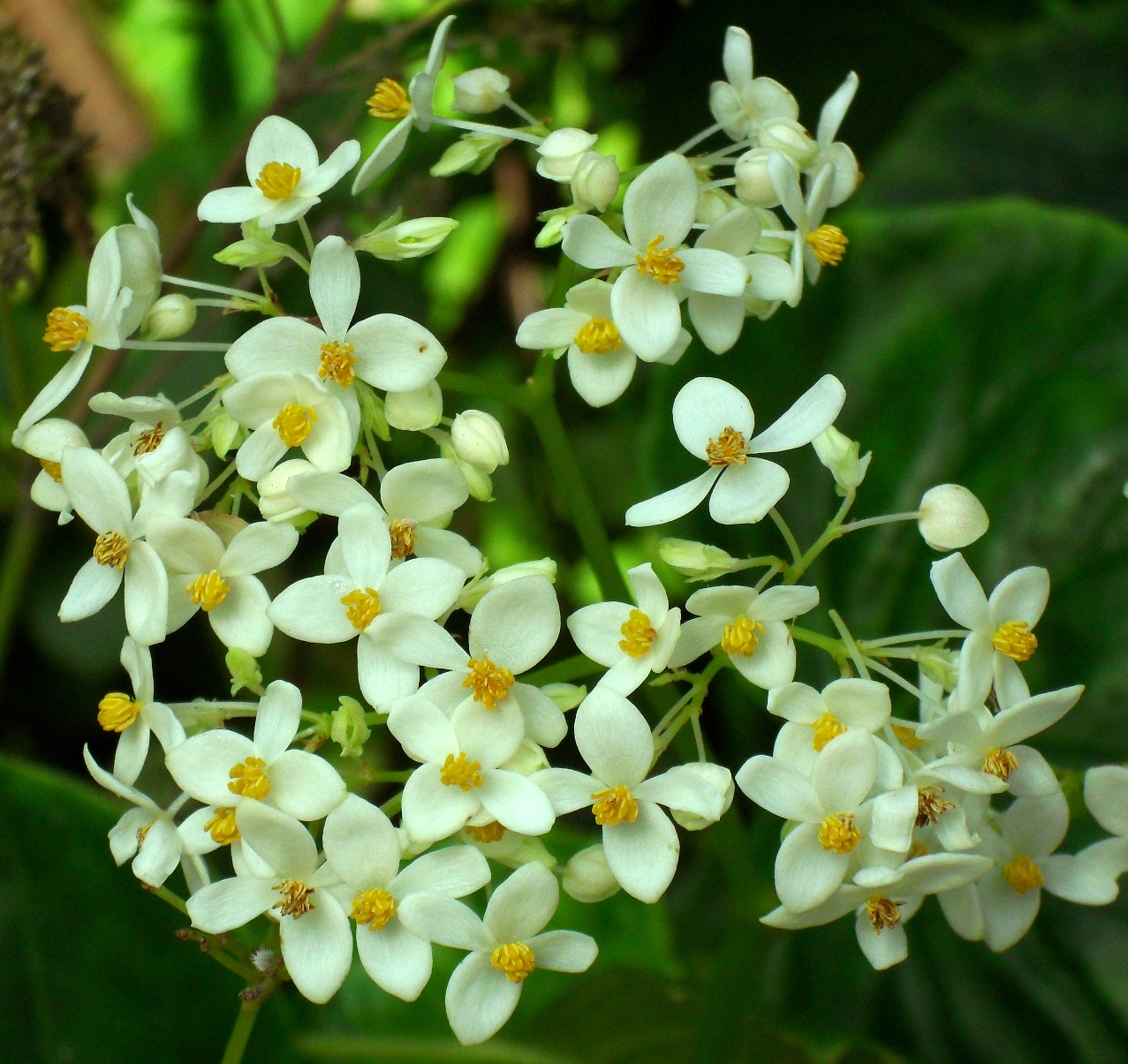
Inflorescence mâle
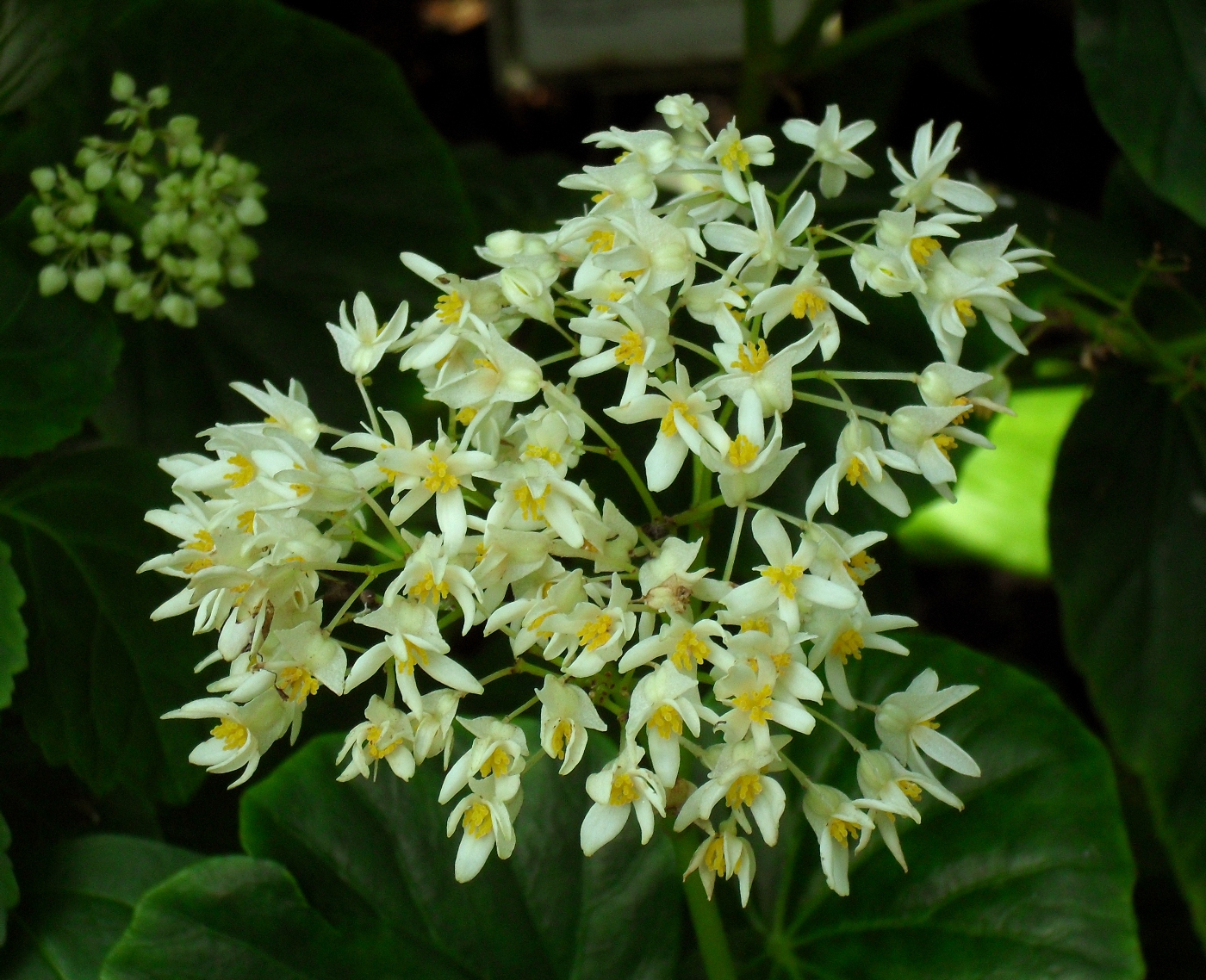
Inflorescence femelle

## Répartition géographique
Cette espèce est originaire du pays suivant : Brésil.